# Richard Gottlieb Wilhelm von Doderer
Richard Gottlieb Wilhelm von Doderer (28. října 1876, Vídeň – 24. května 1955, Weißenbach am Attersee) byl rakouský metalurg pracující v ocelářských podnicích v českých zemích.

## Kariéra
Po vystudování Technické univerzity ve Vídni (Technische Universität Wien) zamířil do Kladna. 
Pracoval u Prager Eisenindustrie-Gesellschaft (Pražská železářská společnost), brzy však přešel do Poldihütte (Poldina huť). Podílel se na zavádění výroby rychlořezných a pružinových ocelí. Vedl výstavbu pobočky Poldiny huti v Chomutově, kde se na 10 let stal ředitelem.
Jeho další angažmá bylo v Eisenwerke AG Rothau-Neudek (Železárny Rotava - Nejdek), které v roce 1927 uzavřely kartelovou dohodu v oblasti výroby plechů s Báňskou a hutní a.s. Výroba plechů byla zastavena a dělníci propuštěni.
Produkci železáren Rotava měla nahradit Karlova huť v Lískovci. Richard Doderer byl jmenován ředitelem Karlovy huti v dubnu 1931 a vzápětí dal výpověď 420 dělníkům. Tyto výpovědi spustily stávku v Karlově huti. Na místo stávky přijel dne 7. května 1931 Klement Gottwald a promluvil ve Sviadnově ke stávkujícím dělníkům. Novinář Julius Fučík popsal stávku v knize Reportáže z buržoazní republiky z let 1929 – 1934.

## Penzionování a vstup do NSDAP
V roce 1934 odešel Doderer do předčasného důchodu. Dne 20. února 1939 požádal Doderer o přijetí do NSDAP a byl přijat zpětně k 1. listopadu 1938 (členské číslo 6 457 457).

## Obraz Doderera v Československu
Stávka Karlohuťáků byla po roce 1948 často vyzdvihována jako jeden z milníků třídního boje v Československu:
- V roce 1949 natočil režisér Martin Frič film Zocelení[5], který je pozoruhodný jmény postav, které se shodují s osobami, které byly aktéry stávky a které stále žily.
- Nová svoboda, krajský deník KSČ o obsahu filmu píše: „...málo rozhodný Appelt byl vystřídán novým ředitelem z Dortmundu, pověstným svou surovostí a bezohledností v postupu proti pracujícím.“[6]
- Doderer je ve filmu doprovázen mužem, jehož chování a oblečení připomíná Gestapo, které v roce 1931 ještě neexistovalo.[7]
- kniha Dějiny Komunistické strany Československa uvádí: „...Z jejich příkazu provedl říšský Němec útok na Karlovu huť.“[8]

Z uvedeného vyplývá, že Dodererův životopis byl upraven (národnost, příslušnost k Říši), aby mohl být jeho život lépe propagandisticky využit.

## Slavný příbuzný
Synovcem metalurga a managera byl spisovatel Heimito von Doderer, kterého finančně podporoval. Také mu umožnil pobyt ve své hájovně v Weißenbach am Attersee ve velmi neklidné době od 1. února 1946 do 16. května 1946.